# 032号線 (チェコ)
チェコ国鉄032号線、別名ヤロムニェルジ～トルトノフ線（チェコ語: Železniční trať Jaroměř–Trutnov）は、チェコ国鉄の鉄道線の名称である。なお本頁では、同じく032号線として扱われているトルトノフ - スヴォボダ・ナド・ウーポウ線についても取り扱う。
ヤロムニェルジ - トルトノフ間は、1859～1868年にかけて、南北ドイツ連絡鉄道によって開業した。トルトノフ - スヴォボダ間は、1871年、オーストリア北西部鉄道の路線として開業した。なお、2021年以前、トルトノフ以北の路線番号は045であった。

## 運行形態

### 特急「リフリーク(R)」
下記1つの系統が運行している。
- クラコノシ号：　プラハ - ヤロムニェルジ - トルトノフ
2時間ヘッドで運行している。ヤロムニェルジ以南は031号線に直通する。
2018年以前は便毎に愛称名が異なっていた。2018年末に愛称名が「フラデチャン」号に統合され、2019年末に「クラコノシ」号に改称された。

### 快速「スピェシニー(Sp)」
- フラデツ - ヤロムニェルジ - スタルコチ - スヴォボダ/ブロウモフ
2時間に1本の運行。ヤロムニェルジ以南は031号線に直通する。スタルコチでスヴォボダ方面とブロウモフ方面の車両を切り離し、ブロウモフ方面の車両は027号線に直通する。
過去の運行形態
2018年以前は、フラデツ - トルトノフ間の運行であった。一部、スタルコチから033号線に直通する便が南北双方向ともに存在していて、スタルコチで032号線の残りの区間を運行する便と接続していた。また、プラハ方面行の大部分がスホヴルシツェに停車していた他、日曜日のトルトノフ行1本のみルジェシェトヴァ・ルホタに停車していた。一部列車は、オレシニツェを通過していた。
2018年末に、土曜休日のみ通年、一日2往復（クルコノシェ号、チェルナー・ホラ号）がスヴォボダへの直通を開始した。
2019年末に、トルトノフ方面から033号線への直通を取りやめた。
2020年末に、スヴォボダ直通便の愛称が「チェルナー・ホラ」に統一され、夏季のみ一日3往復となった。夏季に限り、スヴォボダ行1本が、ゼレナー・ロウカとムラデー・ブキを通過していた。
2021年末に、殆どの列車がスヴォボダへの直通となり、さらにブロウモフ行の車両を併結する様になった。ゼレナー・ロウカとムラデー・ブキは夏季も含め全列車停車となった。スホヴルシツェはプラハ方面行片道4本を除き通過、トルトノフ・スタレー・ムニェストは全列車通過となった。ルジェシェトヴァ・ルホタは駅自体が休止された。
2023年度に、トルトノフ・スタレー・ムニェスト停車となった。スホヴルシツェ停車は片道1本のみとなった。
2024年度より、スホヴルシツェ停車が一日1.5往復に増加した。ルジェシェトヴァ・ルホタにも一日1.5往復の停車が復活した。
2025年度より、全列車オレシニツェ停車となった。

- フラデツ・クラーロヴェー - ヤロムニェルジ - スタルコチ - メジムニェスチー/ナーホド　【平日運行】
平日のみ、一日1往復の運行。ヤロムニェルジ以南は031号線に、スタルコチ以北は033号線に直通する。リフノヴェクにも停車する。
過去の運行形態
2018年以前は、南北双方向に直通列車が設定されていて、スタルコチで032号線の残りの区間を運行する便と接続するダイヤとなっていた。また、うち平日の1往復は、2017-19年度にプラハ発着の特急として運行していた（なお、トルトノフ方面行はリフノヴェクを通過していた）。
2019,20年度は、平日は一日1.5往復、休日のフラデツ行が2本運行していた。
2021年度は、休日のフラデツ行が片道1本に減便された。
2022年度以降、平日のみ一日1往復の運行となった。

### 普通
- ヤロムニェルジ - スヴォボダ　【平日運行】
早朝と夜間のみの運行で本数は少ない。快速がほぼ各駅に停車するため、快速がローカル輸送の役割を担っている。なお、平日のみ運行される。
過去の運行形態
2021年以前は、一部が027号線と直通し、ナーホドまで運行していた。特に、夜間に1本だけ設定されたトルトノフ発ナーホド行の列車は、休日も運行していた。オレシニツェが全列車停車、ルジェシェトヴァ・ルホタが全列車通過であった他、スホヴルシツェ通過の列車もあった。
2022年度より、027号線との直通を取りやめた。
2024年度より、スホヴルシツェが全列車停車となった一方で、オレシニツェ通過の列車が設定された。
2025年度より、一部がルジェシェトヴァ・ルホタ停車となった。

- トルトノフ - スヴォボダ
2時間に1本の運行。各駅停車。
過去の運行形態
2021年以前は、平日1-2時間に1本、休日は2時間に1本運行していた。現在休止中のカルナー・ヴォダも含め、全列車が各駅に停車していた。また、GW Train Regio社による運行であった。
2022年度に、2時間に1本の運行となった。カルナー・ヴォダ駅は休止となり、トルトノフ・スタレー・ムニェストは半数強が通過となった。
2023年度に、全列車トルトノフ・スタレー・ムニェスト停車となった。

## 駅一覧
以下では、チェコ国鉄032号線の駅と営業キロ、停車列車、接続路線などを一覧表で示す。
- 種別
  - R：特急
  - Sp：快速
  - Os：普通
- 停車駅
  - ■印：全列車停車
  - ●印：一部通過
  - ○印：一部停車
  - ｜印：全列車通過

| 路線名 | 駅名                                    | 駅間営業キロ | 累計営業キロ    | 累計営業キロ        | 累計営業キロ         | R  | Sp | Os | 接続路線                                               | 所在地                     | 所在地       |
| ------ | --------------------------------------- | ------------ | --------------- | ------------------- | -------------------- | -- | -- | -- | ------------------------------------------------------ | -------------------------- | ------------ |
| 032    | ヤロムニェルジ駅                        |              | 分岐点から -0.5 | トルトノフから 51.7 |                      | ■  | ■  | ■  | 030号線、031号線                                       | フラデツ・クラーロヴェー州 | ナーホド郡   |
| 032    | リフノヴェク駅                          | 5.1          | 4.6             | 46.6                |                      | ○  | ○  | ■  |                                                        | フラデツ・クラーロヴェー州 | ナーホド郡   |
| 032    | ヴェルカー・イェセニツェ駅              | 4.7          | 9.3             | 41.9                |                      | ｜ | ○  | ●  |                                                        | フラデツ・クラーロヴェー州 | ナーホド郡   |
| 032    | チェスカー・スカリツェ駅                | 2.9          | 12.2            | 39.0                |                      | ■  | ■  | ■  |                                                        | フラデツ・クラーロヴェー州 | ナーホド郡   |
| 032    | スタルコチ駅                            | 6.2          | 18.4            | 32.8                |                      | ■  | ■  | ■  | 027号線（ブロウモフ方面）                              | フラデツ・クラーロヴェー州 | ナーホド郡   |
| 032    | ルジェシェトヴァ・ルホタ駅（*3）        | 2.9          | 21.3            | 29.9                |                      | ｜ | ○  | ○  |                                                        | フラデツ・クラーロヴェー州 | ナーホド郡   |
| 032    | オレシニツェ駅                          | 3.7          | 25.0            | 26.2                |                      | ○  | ■  | ●  |                                                        | フラデツ・クラーロヴェー州 | ナーホド郡   |
| 032    | チェルヴェニー・コステレツ駅            | 3.2          | 28.2            | 23.0                |                      | ■  | ■  | ■  |                                                        | フラデツ・クラーロヴェー州 | ナーホド郡   |
| 032    | ルティニェ・ヴ・ポドクルコノシー停留所  | 2.5          | 30.7            | 20.5                |                      | ○  | ■  | ■  |                                                        | フラデツ・クラーロヴェー州 | トルトノフ郡 |
| 032    | ルティニェ・ヴ・ポドクルコノシー駅      | 2.4          | 33.1            | 18.1                |                      | ■  | ■  | ■  |                                                        | フラデツ・クラーロヴェー州 | トルトノフ郡 |
| 032    | マレー・スヴァトニョヴィツェ駅          | 2.3          | 35.4            | 15.8                |                      | ■  | ■  | ■  |                                                        | フラデツ・クラーロヴェー州 | トルトノフ郡 |
| 032    | ヴェルケー・スヴァトニョヴィツェ駅      | 2.7          | 38.1            | 13.1                |                      | ■  | ■  | ■  |                                                        | フラデツ・クラーロヴェー州 | トルトノフ郡 |
| 032    | スホヴルシツェ駅                        | 1.6          | 39.7            | 11.5                |                      | ｜ | ○  | ■  |                                                        | フラデツ・クラーロヴェー州 | トルトノフ郡 |
| 032    | ボフスラヴィツェ駅（休止中）            |              | (43.2)          |                     |                      | ｜ | ｜ | ｜ |                                                        | フラデツ・クラーロヴェー州 | トルトノフ郡 |
| 032    | トルトノフ・ポルジーチー駅（休止中 *1） |              | (47.0)          |                     | 大オセクから (129.0) | ｜ | ｜ | ｜ |                                                        | フラデツ・クラーロヴェー州 | トルトノフ郡 |
| 032    | トルトノフ・ストルジェド駅              | 8.4          |                 | 3.1                 | 127.9                | ■  | ■  | ■  | 043号線（センヂスワフ方面）、047号線（テプリツェ方面） | フラデツ・クラーロヴェー州 | トルトノフ郡 |
| 032    | トルトノフ本駅                          | 3.1          |                 | 0.0                 | 124.8                | ■  | ■  | ■  | 040号線（フルメツ方面）                                | フラデツ・クラーロヴェー州 | トルトノフ郡 |
| 032    | トルトノフ・ゼレナー・ロウカ駅          | 2.7          |                 | 2.7                 |                      |    | ■  | ■  |                                                        | フラデツ・クラーロヴェー州 | トルトノフ郡 |
| 032    | トルトノフ・スタレー・ムニェスト駅      | 1.2          |                 | 3.9                 |                      |    | ■  | ■  |                                                        | フラデツ・クラーロヴェー州 | トルトノフ郡 |
| 032    | カルナー・ヴォダ駅（休止中 *2）         |              |                 | (5.5)               |                      |    | ｜ | ｜ |                                                        | フラデツ・クラーロヴェー州 | トルトノフ郡 |
| 032    | ムラデー・ブキ駅                        | 3.7          |                 | 7.6                 |                      |    | ■  | ■  |                                                        | フラデツ・クラーロヴェー州 | トルトノフ郡 |
| 032    | スヴォボダ・ナド・ウポウ駅              | 2.4          |                 | 10.0                |                      |    | ■  | ■  |                                                        | フラデツ・クラーロヴェー州 | トルトノフ郡 |

(*1): 2021年12月休止。休止前は、快速・普通とも原則通過で、一部のみが停車していた。
(*2): 2021年12月休止。
(*3): 2022,23年度は旅客営業を休止していた。